# 1575
1575 (MDLXXV) fue un año común comenzado en sábado del calendario juliano.

## Acontecimientos
- 10 de abril: la aldea de San Salvador (actual capital de El Salvador) ―que tenía pocos cientos de habitantes― sufre el primero de sus numerosos macrosismos, que la destruye totalmente. No hay registro de víctimas mortales. Seis años después otro terremoto la destruirá otra vez, y en 1594 por tercera vez.[1]
- 28 de junio: En Japón. Se da comienzo a la batalla de Nagashino.
- 1 de septiembre: en España sucede la segunda quiebra de la Hacienda Real.
- 26 de septiembre: durante su regreso desde Nápoles a España a bordo de la galera Sol, una flotilla turca comandada por Mami Arnaute hizo presos a Miguel de Cervantes Saavedra y a su hermano Rodrigo.
- 22 de octubre: se funda la Villa de Nuestra Señora de la Asunción de las Aguas Calientes (hoy Aguascalientes).
- 28 de octubre: autorizan autoridades eclesiásticas de España el traslado del hermano Alonso Pérez H.C. a la Nueva España.
- 16 de diciembre: un terremoto de 8,5 a 9,0 grados sacude la ciudad chilena de Valdivia provocando un tsunami.
- Se imprime por primera vez la Arithmetica de Diofanto de Alejandría.

## Nacimientos
- 4 de febrero: Pierre de Berulle, cardenal y escritor ascético francés (f. 1629).
- 14 de febrero: Mastelletta (Giovanni Andrea Donducci), pintor italiano (f. 1655).
- 15 de septiembre: Juan de Solórzano Pereira, jurista español (f. 1655).
- 21 de diciembre: Mathurin Régnier, poeta francés.

## Fallecimientos
- 17 de octubre: Gaspar Cervantes de Gaeta, cardenal español.
- Nicolà Vicentino: compositor italiano, teórico musical del Renacimiento.